# Роки
 Тази статия е за американския филм.  За тунела между Русия и Грузия вижте Роки (тунел).  
„Роки“ (на английски: Rocky) е американски спортен драматичен филм, режисиран от Джон Авилдсън, чийто сценарий е написан от популярния американски актьор Силвестър Сталоун, който изиграва и главната роля на боксьора Роки Марчиано Балбоа.
Този филм става много популярен по цял свят, успехът му е огромен и дава началото на поредица от шест филма. В последвалите филми участват множество суперзвезди на спорта и киното, а самият Сталоун режисира 4 от тях (режисьорът на първия филм Джон Ейвилдсън режисира отново Роки V), генерирайки многомилионни приходи.

## Сюжет
Роки Балбоа е клубен боксьор, който между другото работи като събирач на дългове за местен мафиот. Всичко в живота му е с главата надолу, включително и с отношенията му с момичето, което харесва – Ейдриън. Боксовата му кариера не върви никак, преди да получи шанс от настоящия и непобеден световен шампион по бокс в тежка категория Аполо Крийд (в ролята – Карл Уедърс), който му дава шанс да се бие с него в демонстративен мач, в който да даде шанс на някой „новобранец“. Изборът от всички кандидати пада върху Роки заради прякора му – „Италианския жребец“ (на англ. – The Italian Stallion).
За Аполо това е поредният демонстративен мач, но за Роки това е шансът на живота му. В изпълнен с мъжество и спортен екшън филм, Сталоун и Уедърс карат зрителите да стискат юмруци, ставайки по този начин част от титаничния сблъсък на двамата атлети, в отлично режисиран спектакъл.

## Номинации и награди
„Роки“ е сред големите заглавия на 49-ата церемония по връчване на наградите Оскар, където е номиниран за отличието в 10 категории, включително за най-добър филм. Произведението печели 3 статуетки за най-добър филм, най-добър режисьор и за най-добър монтаж.
Филмът е поставен от Американския филмов институт в следните категории:
- АФИ 100 години... 100 филма – #78
- АФИ 100 години... 100 трилъра – #52
- АФИ 100 години... 100 герои и злодеи – Роки Балбоа – герой #7
- АФИ 100 години... 100 филма (10-о юбилейно издание) – #57
- АФИ 10-те топ 10 – #2 Спорт

- През 2006 година, филмът е избран като културно наследство за опазване в Националния филмов регистър към Библиотеката на Конгреса на САЩ. [2]

## Филми от поредицата за „Роки“
Поредицата „Роки“ включва 9 филма:
- „Роки“ (1976)
- „Роки II“ (1979)
- „Роки III“ (1982)
- „Роки IV“ (1985)
- „Роки V“ (1990)
- „Роки Балбоа“ (2006)
- „Крийд: Сърце на шампион“ (2015)
- „Крийд 2“ (2018)
- „Крийд 3“ (2023)